# Beinsteiner Torturm

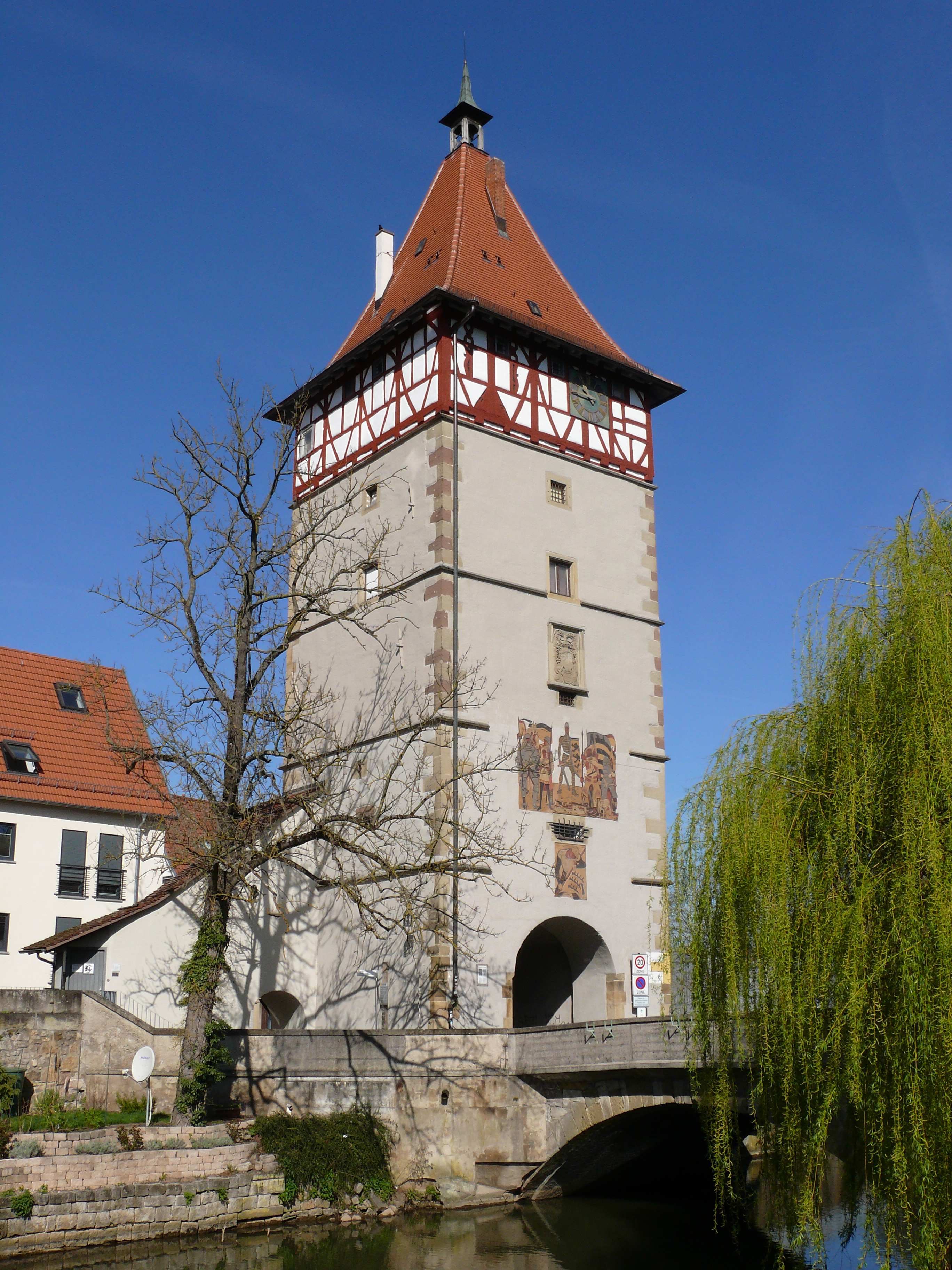
Beinsteiner Torturm mit Brücke über die Rems

Der Beinsteiner Torturm befindet sich am Rande der Altstadt, direkt an der Rems in der baden-württembergischen Stadt Waiblingen. Er ist das einzig erhaltene Stadttor der mittelalterlichen Stadtanlage Waiblingens. Das Bauwerk ist als Kulturdenkmal nach § 28 DSchG geschützt.

## Geschichte
Der Turm wurde 1491 über einem rechteckigen Grundriss errichtet. Es existieren vier Geschosse im gemauerten Bereich. Anschließend folgt noch ein Fachwerkstock. Es befinden sich zwei Gemälde von 1938 an der stadtabgewandten Seite, welche stadtgeschichtliche Ereignisse darstellen. Die Steinbrücke auf dieser Seite wurde 1735 durch Johann Adam Groß erbaut.
Ursprünglich diente der Turm als städtisches Gefängnis und ab 1818 bis 1864 als Oberamtsgefängnis.
1864 entkam der Turm nur knapp einem Abriss. Die beiden anderen Stadttore der Stadtbefestigung, das Schmidener Tor und das Fellbacher Tor wurden 1832 bzw. 1838 abgerissen. 1834/1835 wurde die Torwarthausanlage abgebrochen.
Früher wurde der Turm auch Säuturm genannt, da Schweine auf die Weide durch das Tor getrieben wurden.
Bis 1934 verlief der gesamte Verkehr von Schwäbisch Hall und Nürnberg nach Stuttgart durch das Tor und die Waiblinger Altstadt.
In den späten 1970ern wurde das Denkmal grundlegend saniert. Im Jahr 2011 wies das Gebäude schwere Mängel auf. Daraufhin wurde 2012 und 2013 das Dach und der Außenputz saniert sowie Teile des Fachwerks ausgetauscht.

## Das Gebäude
Der Turm ist 37,3 m hoch. Der Grundriss ist mit 8,80 m × 8,60 m nahezu quadratisch.
Im Dachreiter befindet sich eine kleine Glocke von 1667.

## Nutzung
Mit Unterbrechungen wird das Gebäude durch den Heimatverein der Heimatvertriebenen aus dem südungarischen Csávoly genutzt. Eine Wiedereröffnung der Ausstellung im Turm erfolgte, nach mehrjähriger Neukonzeption, im Jahre 2019.

## Sonstiges
Eduard Mörike nannte Waiblingen einst „Die Stadt mit den drei Türmen“. Mit diesen Türmen gemeint waren neben dem Beinsteiner Torturm der Hochwachtturm und der Turm der Michaelskirche.

## Bilder

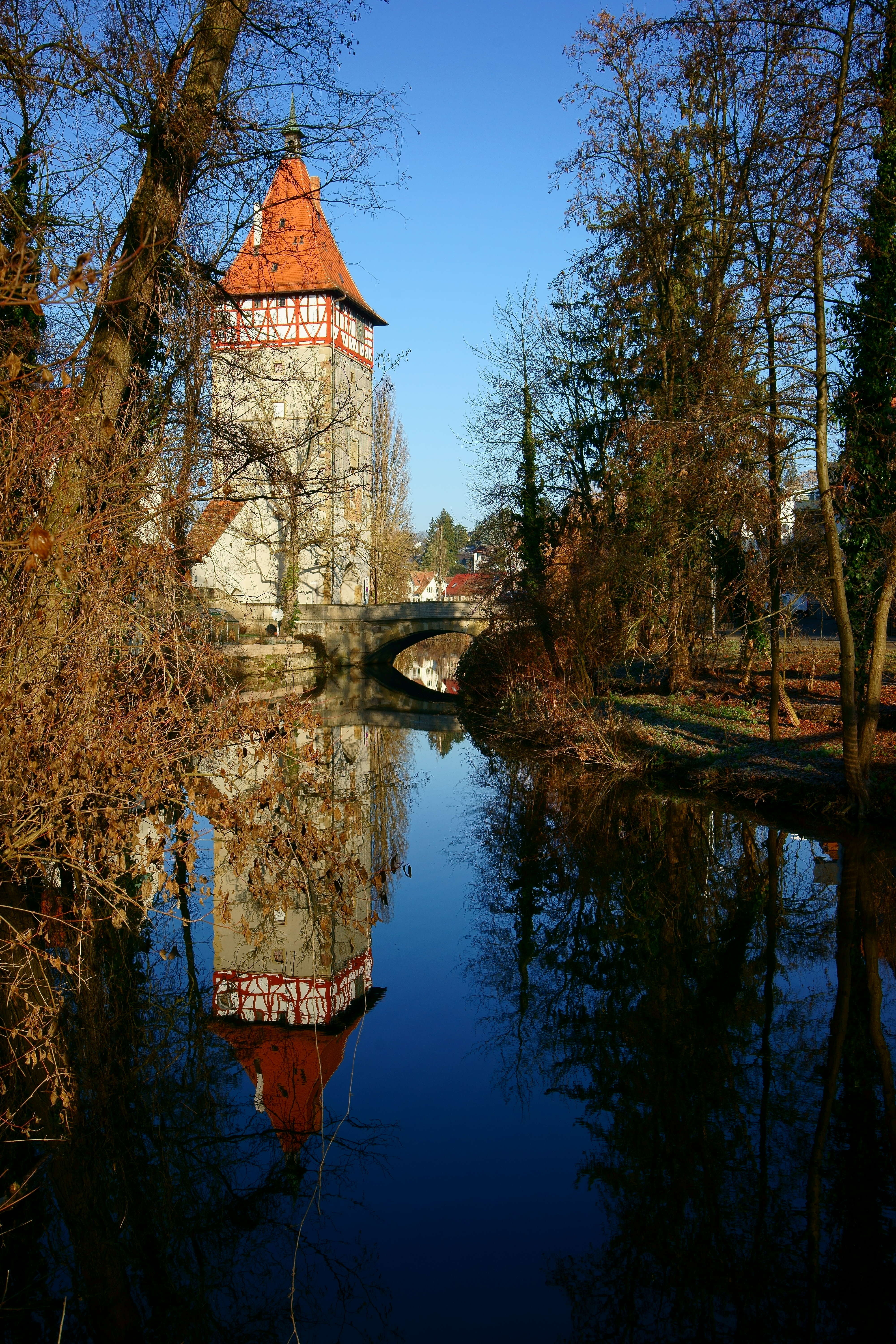
Lage an der Rems
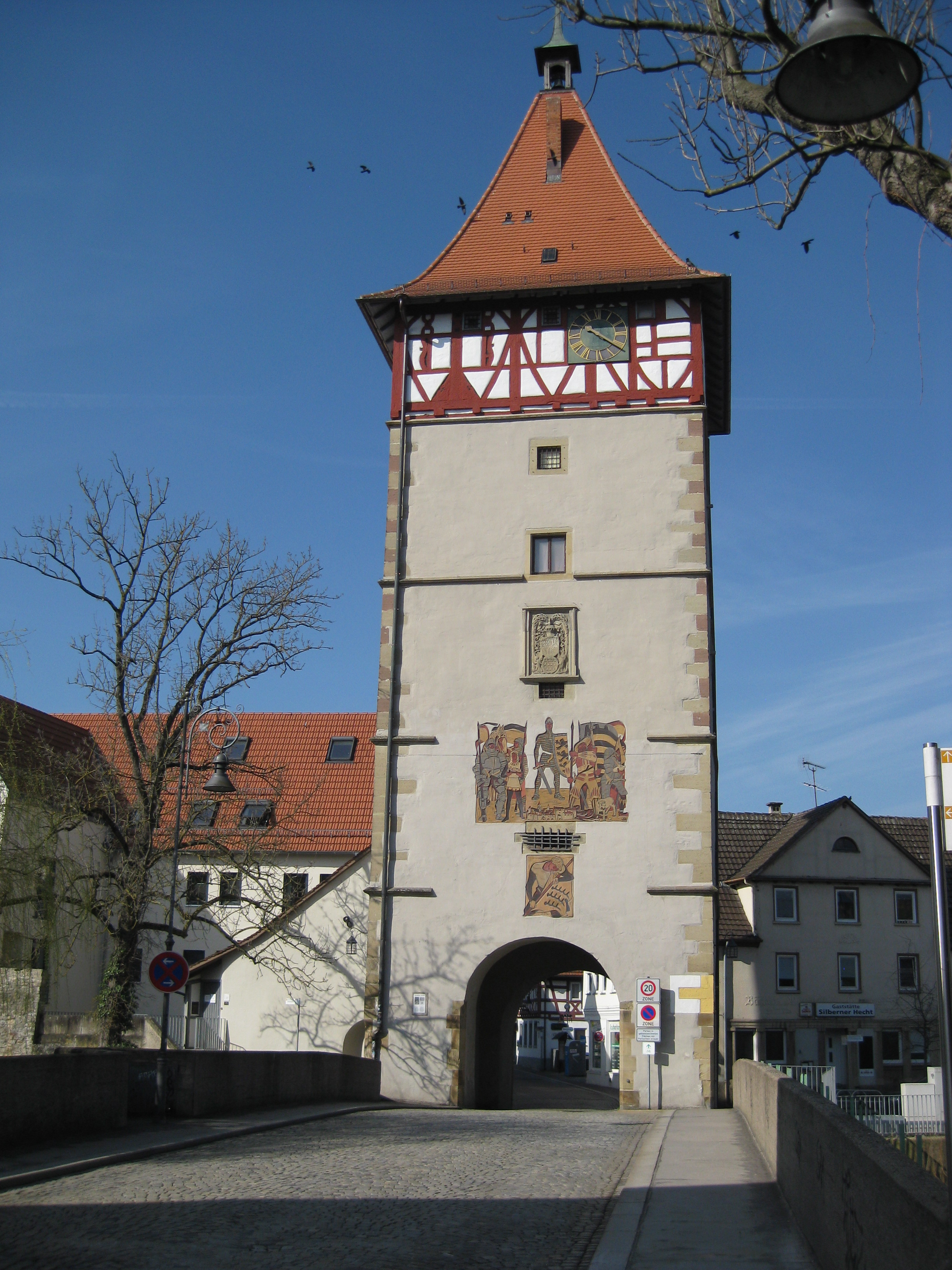
Frontalansicht von der Brücke
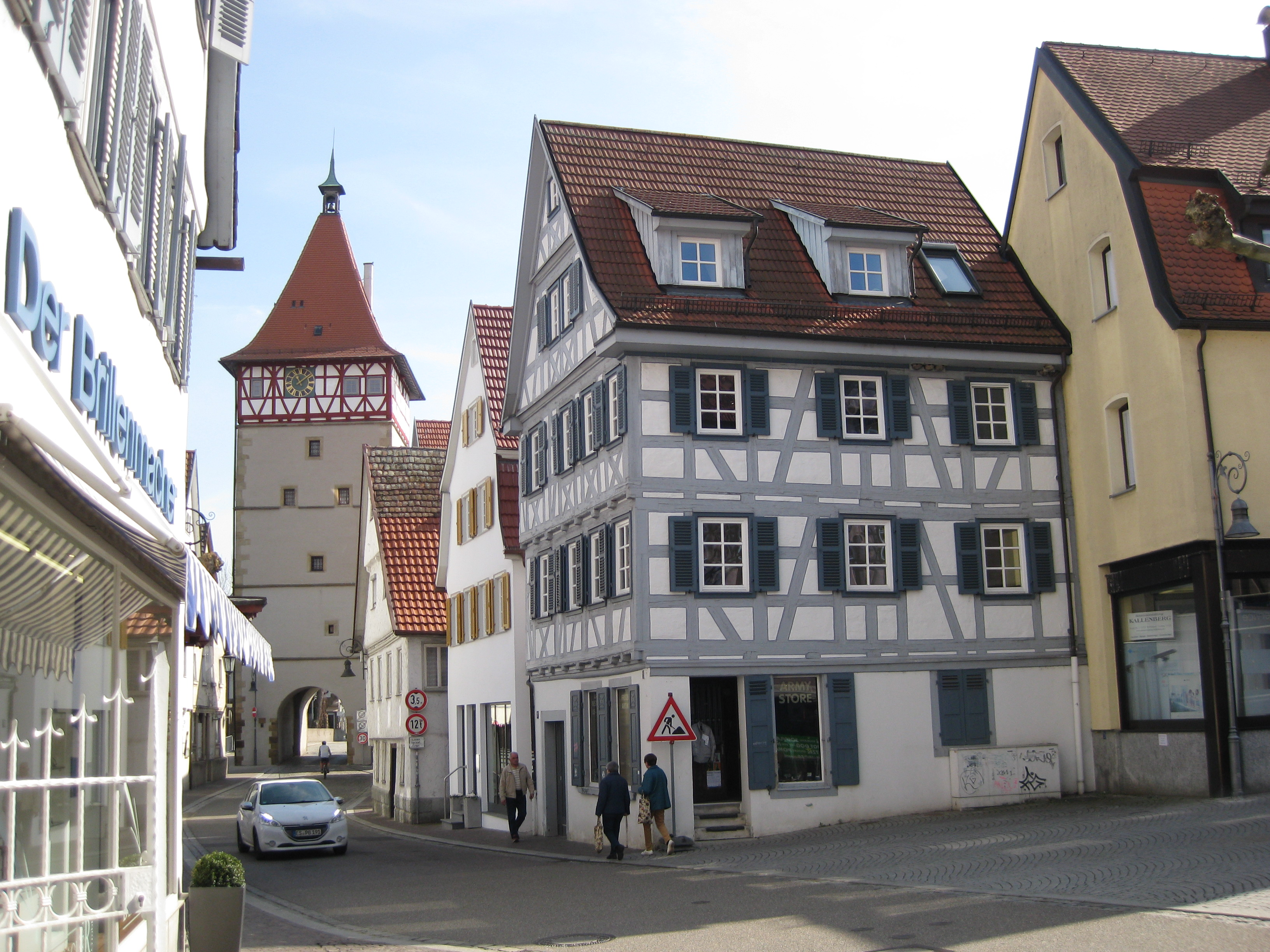
Sicht auf den Turm von der Altstadt
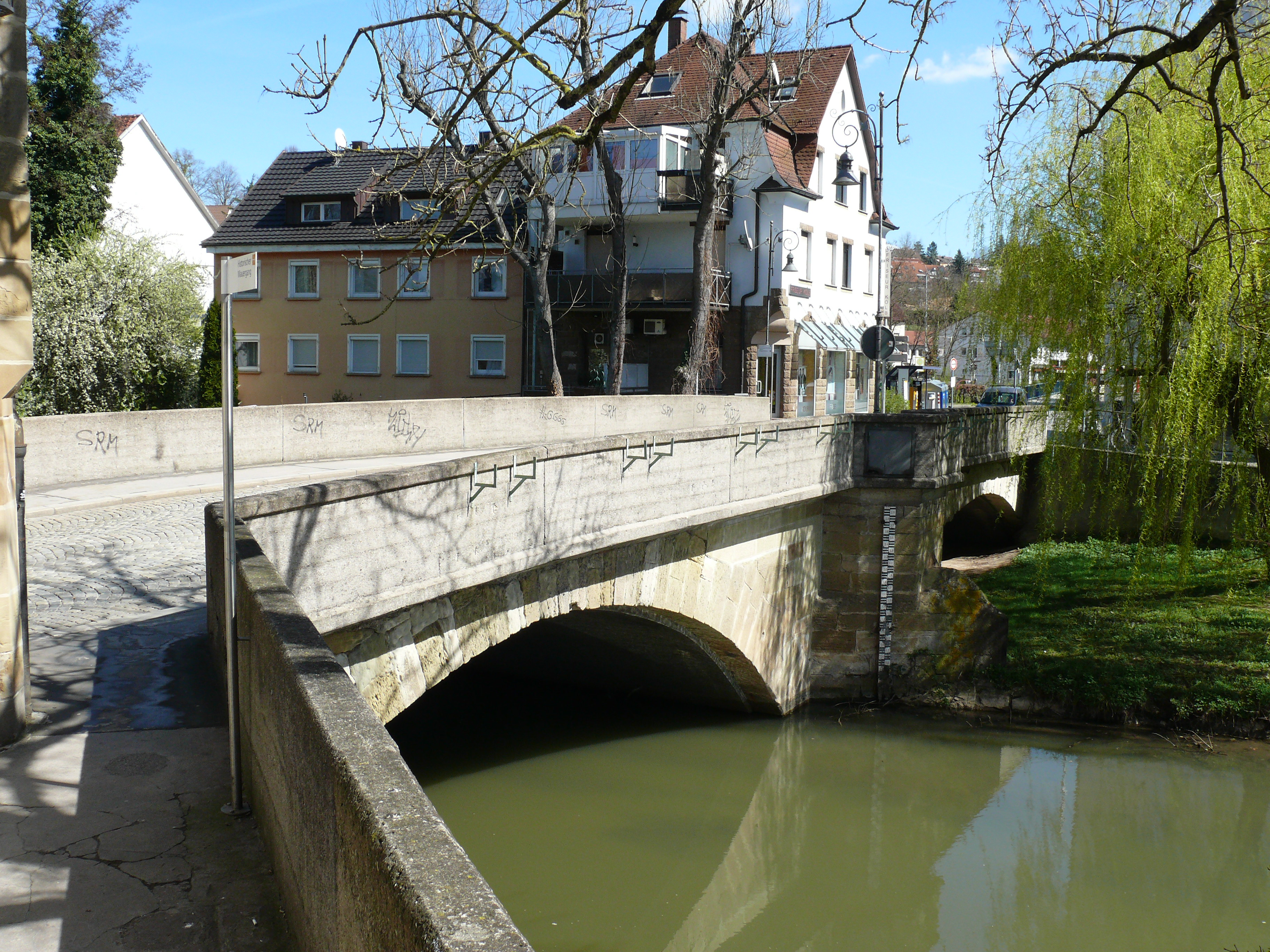
Remsbrücke neben dem Turm
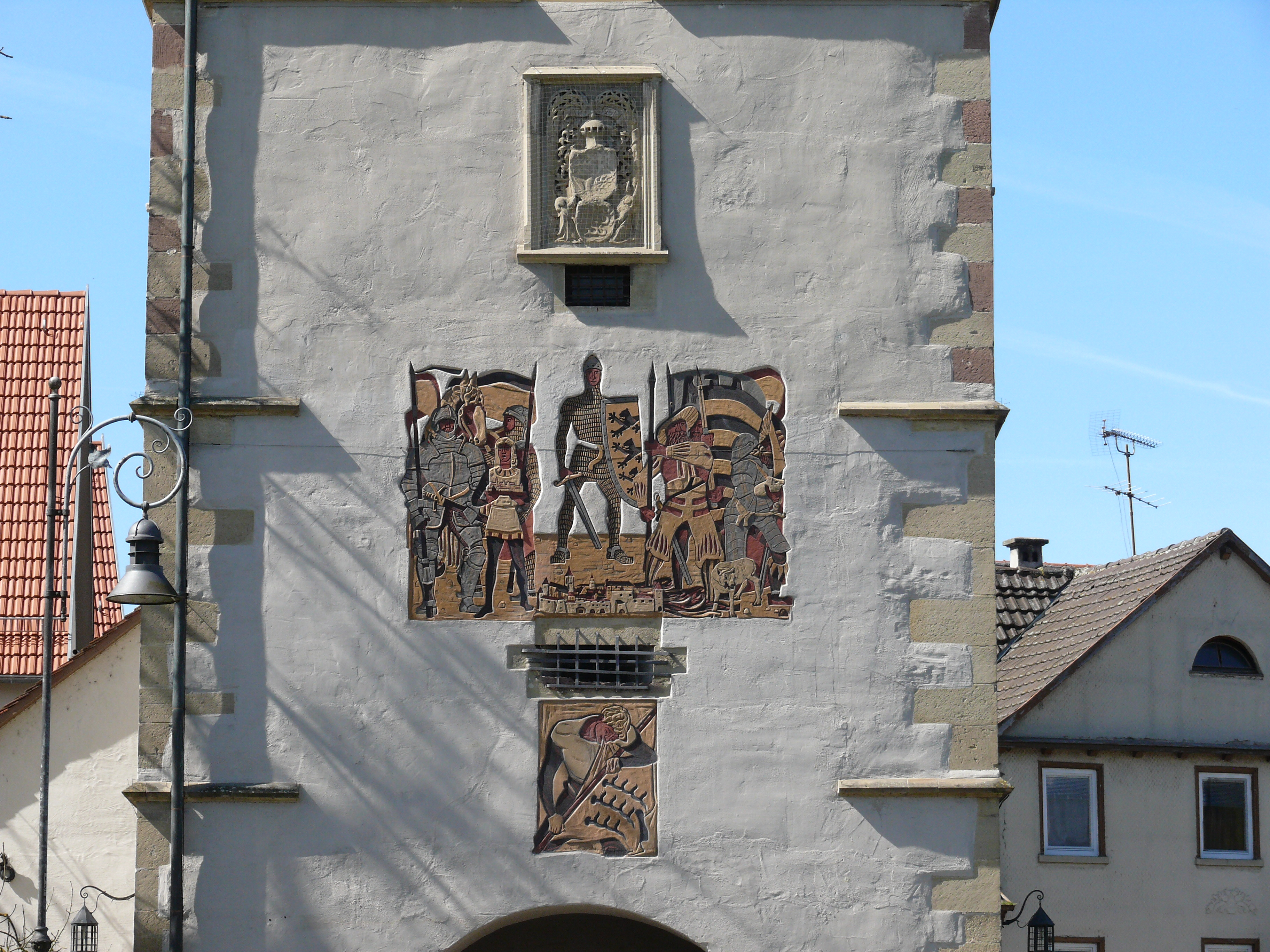
Eberhardswappen und Sgraffito
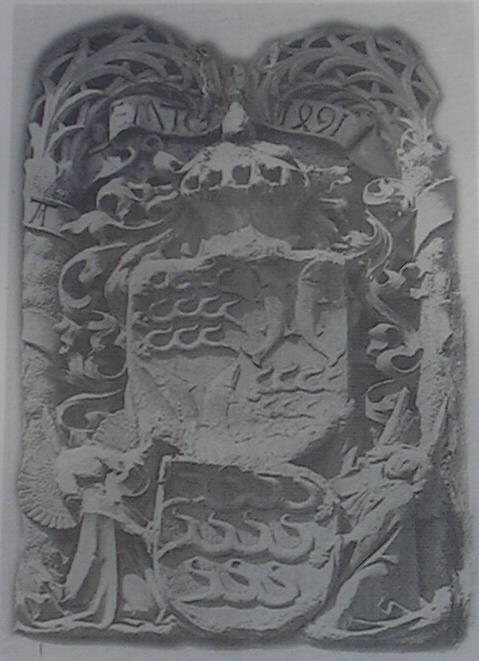
Wappen Graf Eberhards V. am Turm
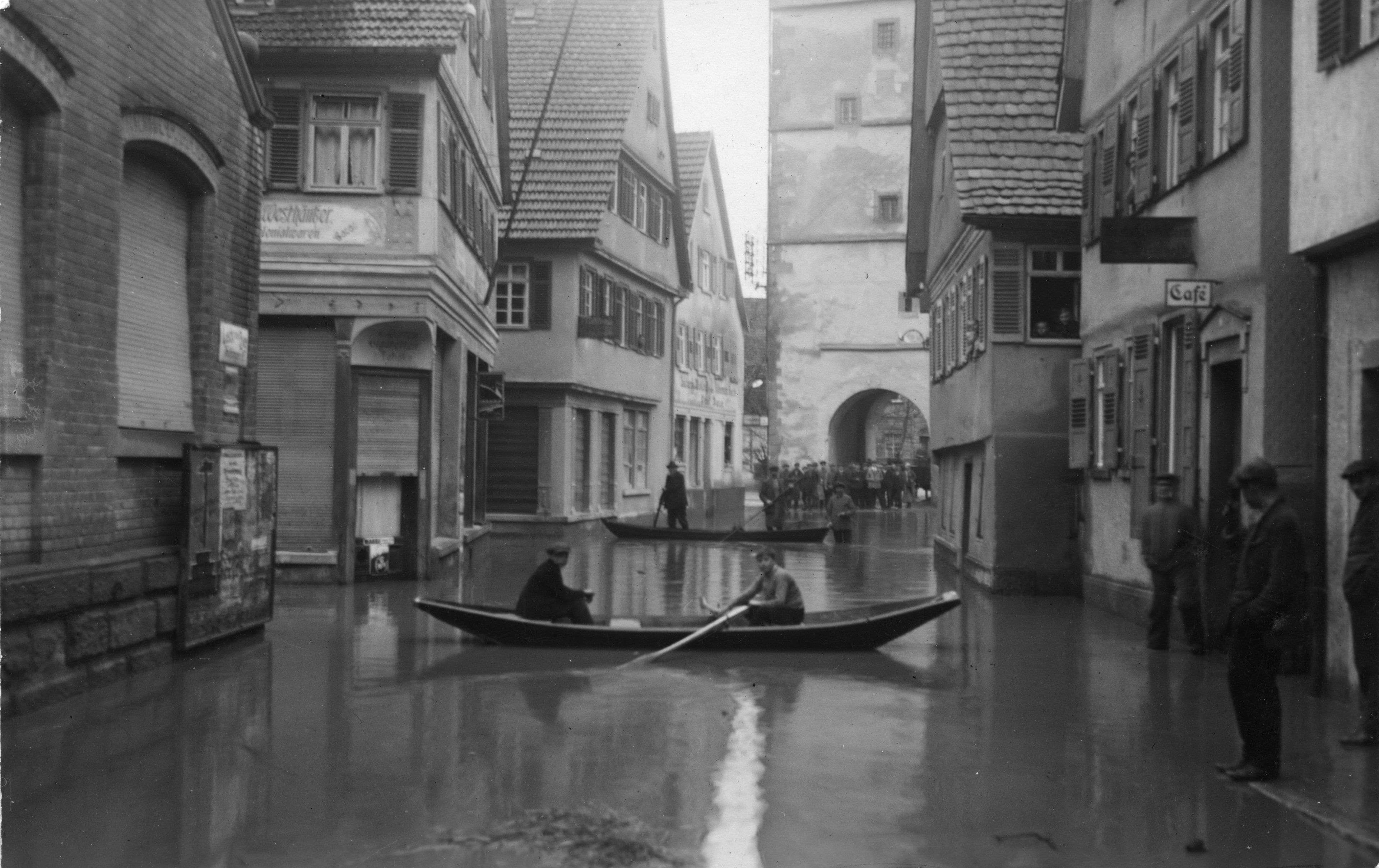
Hochwasser von 1919